# Уннао
Уннао (англ. Unnao, хинди उन्नाव, урду اناو‎) — город в центральной части штата Уттар-Прадеш, Индия. Административный центр округа Уннао.

## География
Абсолютная высота — 126 метров над уровнем моря. Расположен примерно в 18 км к востоку от Канпура и в 60 км к юго-западу от Лакнау.

## Население
По оценочным данным на 2013 год численность населения составляет 193 896 человек. По данным переписи 2011 года население составляет 178 681 человек, из них 94 080 мужчин и 84 601 женщина. Уровень грамотности — 83,72 %. Около 69 % населения города исповедуют индуизм; около 28 % — ислам; 1,7 % — джайнизм и 1,3 % — другие религии.
Динамика численности населения города по годам:
| 1991    | 2001    | 2011    | 2013    |
| ------- | ------- | ------- | ------- |
| 107 425 | 144 662 | 178 681 | 193 896 |

## Транспорт
Через город проходит национальное шосее № 25, соединяющее Шивпури с Лакнау. Имеется железнодорожное сообщение (Горакхдхам Экспресс). Ближайшие аэропорты располагаются в Канпуре и Лакнау.